# Springer (Arbeitnehmer)
Springer sind im Personalwesen arbeitsbereite Arbeitnehmer meist ohne festen eigenen Arbeitsplatz, deren Aufgabe darin besteht, andere Mitarbeiter desselben Arbeitgebers kurzfristig in regelmäßigen oder unregelmäßigen Zeitabständen abzulösen, bei personellen Engpässen (Fehlzeiten jeder Art) zu ersetzen oder für kurzfristig ausfallende Mitarbeiter einzuspringen.	

## Allgemeines
Springer gehören zur Personalreserve. Personalreserve oder Springer werden als Synonyme betrachtet. Ihre Stelle ist in der Personalplanung vorgesehen, die Stellenbeschreibung weist ihnen die Aufgabe zu, im Rahmen der Arbeitsbereitschaft auf ihren Arbeitseinsatz zu warten. Arbeitsrechtlich erfüllt der Arbeitnehmer als Springer eine Daueraufgabe und ist für die Dauervertretung oder Daueraushilfe eingestellt.
Typisches Beispiel für Springer sind Kassierer im Supermarkt, die unbesetzte Kassen sofort übernehmen, wenn zu lange Warteschlangen an besetzten Kassen entstehen. Dafür müssen 50 % der Mitarbeiter für die Tätigkeit an Scannerkassen ausgebildet und mindestens zwei Mitarbeiter als Springer verfügbar sein. Ähnliches gilt unter anderem für Callcenter. Auch Bereitschaftsdienste, Bereitschaftspolizei oder Fahrbereitschaft sind faktische Springeraufgaben, auch wenn ihnen ein fester Arbeitsplatz zugewiesen ist. Sie alle ersetzen oder ergänzen andere Mitarbeiter in ihrer jeweiligen Aufgabe.

## Wirtschaftliche Aspekte
Springer kommen vorzugsweise in Unternehmen oder dortigen Organisationseinheiten mit starken Beschäftigungsschwankungen zum Einsatz. Kommt es dort zu einem unvorhergesehenen starken Arbeitsanfall, der nicht anderweitig (etwa durch Erhöhung der Arbeitsintensität oder Abrufarbeit) zu bewältigen ist, sind Springer erforderlich. Sie werden insbesondere auch bei getakteter Arbeit benötigt, wie sie etwa bei Fließbandfertigung, Montagelinien und Straßenfertigung vorkommt. Durch fehlende Arbeitskräfte würde hier der Arbeitsprozess unterbrochen.
Die in der Personalabteilung angesiedelten Springer geben bei Bedarf Personalkapazität an andere Abteilungen ab, wodurch Leerkosten (der Personalaufwand für Springer) in Nutzkosten umgewandelt werden. Springer zeichnen sich durch breites Fachwissen und hohe Flexibilität aus, weil sie ohne Einarbeitung die Arbeitsaufgabe eines anderen Mitarbeiters sofort übernehmen müssen. Ohne Springer als Ersatz kommt es zu störungsbedingten Wartezeiten und/oder Liegezeiten und damit zur Erhöhung der Durchlaufzeit, was zu Betriebsstörungen eskalieren kann. Springer werden dort eingesetzt, wo der Arbeitsablauf durch plötzlich fehlendes Personal gestört würde und dadurch die Betriebssicherheit, Produktqualität und/oder Kundenzufriedenheit gefährdet ist.

## Personalreserve
Die Personalplanung muss – selbst temporäre – Schwankungen der Beschäftigung berücksichtigen. Konkret muss die Personalbedarfsplanung sowohl eine künftige Unterdeckung (Netto-Personalbedarf) als auch eine Überdeckung (Personalreserve) an Arbeitspersonen ermitteln. Eine Personalreserve wird mithin nicht nur bewusst im Rahmen der Personalplanung vorgehalten, sondern kann auch ungeplant durch Überbesetzung entstehen, wenn den betroffenen Arbeitnehmern nicht gekündigt wird.
Die Personalreserve stellt die Differenz zwischen dem Brutto-Personalbedarf und dem Personalbestand zu einem bestimmten Zeitpunkt dar. Der Arbeitgeber ist nicht zur Bildung einer Personalreserve verpflichtet, sondern es handelt sich um eine freie unternehmerische Entscheidung des Arbeitgebers. Er entscheidet sich bei der Bereithaltung einer Personalreserve auch für entstehende Leerkosten, solange die Springer ohne Arbeitseinsatz bleiben. Deshalb wurde diese Personalreserve der Springer in den meisten Betrieben in den letzten Jahren abgebaut.

## Abgrenzung
Nicht verwechselt werden darf der Springer mit einem Arbeitsplatz, der zum Beispiel bei Jobrotation vorgesehen sein kann, auf dem immer einer der Mitarbeiter des Systems seine fällige Erholzeit nimmt.